# خفاش شمالی
خفاش شمالی (نام علمی: Eptesicus nilssonii) گونه‌ای خفاش است که در مناطق گسترده‌ای از شمال و مرکز اروپا، روسیه، آسیای میانه، و شمال مغولستان زندگی می‌کند. این خفاش همانندی بسیاری به خفاش سروتین دارد ولی جثه آن کوچک‌تر است.
رنگ بدن این پستاندار در قسمت پشتی قهوه‌ای تیره و در زیر بدن روشن است و این به سادگی امکان تشخیص این گونه را فراهم می‌کند. اندازه بدن در بخش سر و تنه در این خفاش میان ۸۰ تا ۱۱۳٬۵ میلی‌متر و ساعد میان ۳۸ تا ۴۶ میلی‌متراست. وزن آن نیز از ۵٫۶ تا ۱۷٫۵ گرم متغیر است.